# Stately Oaks
Stately Oaks är ett kulturmärkt antebellumhus i nygrekisk stil i Margaret Mitchell Memorial Park i Jonesboro i Georgia. Stately Oaks upptogs år 1972 i National Register of Historic Places. Plantagehusets adress är 100 Carriage Lane, i hörnet av Jodeco Road. Även om den fiktiva plantagen Tara existerar som sådan enbart i romanen, var Jonesboro en viktig inspirationskälla för Margaret Mitchells Borta med vinden. Stately Oaks byggdes år 1839 och representerar den tidens arkitektur i de trakter som Mitchell skildrar i sin roman. Den fiktiva plantagen Tara är placerad något söder om Jonesboro i romanen, medan Stately Oaks ligger i Jonesboro. Slaget vid Jonesborough i amerikanska inbördeskriget inträffade år 1864 och i huset befann sig Rebecca McCord när nordstatsarmén anlände. Museet Stately Oaks omfattar utöver plantagehuset även andra hus samt en rekonstruerad indianby. Stately Oaks var ursprungligen Whitmill Allens plantage som Robert McCord köpte år 1858.